# Billy Crystal

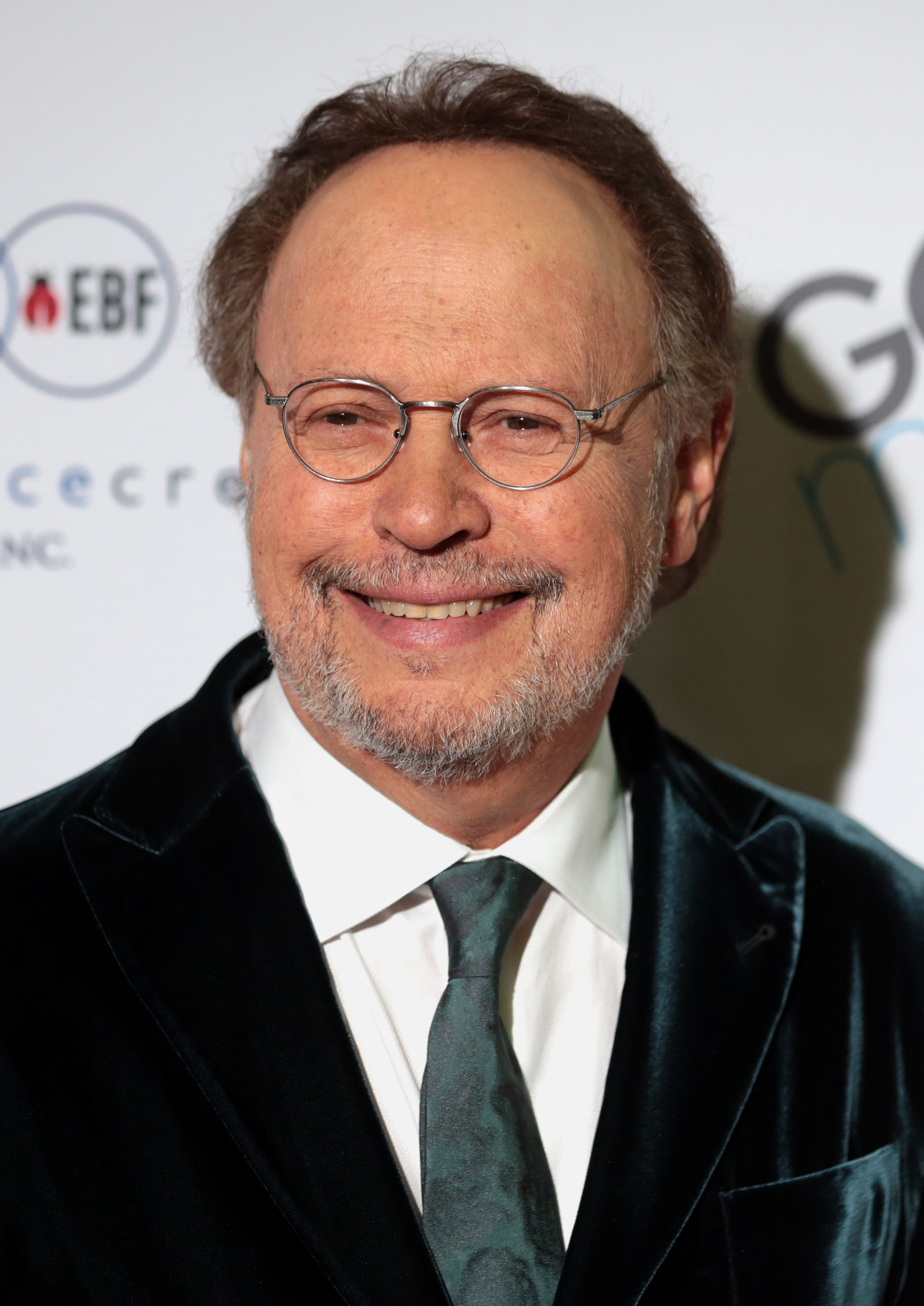
Billy Crystal (2018)

William Edward „Billy“ Crystal (* 14. März 1948 in Long Beach, Long Island, New York) ist ein US-amerikanischer Komiker, Schauspieler und Regisseur.

## Leben und Karriere
William „Billy“ Crystal wurde als Sohn russisch-österreichischer Juden geboren. Sein Vater starb, als er 15 Jahre alt war. Nach der High School studierte Crystal auf der Filmhochschule und gründete mit zwei Freunden die Theatergruppe Three's Company. Seinen ersten Job beim Fernsehen hatte er als Autor, Produzent und Darsteller der Comedy-Show The T.V. Show, in der auch sein bester Freund, der spätere Regisseur Rob Reiner, zu sehen war.
Der Durchbruch gelang ihm 1977 mit der erfolgreichen Sitcom Soap – Trautes Heim, in der er einen Homosexuellen spielte, was damals noch als Tabubruch galt. Nach der Absetzung der Serie entwickelte er ein eigenes Bühnenprogramm und tourte bis Mitte der 1980er Jahre als Stand-up-Komiker durch zahlreiche Comedy-Clubs.
1984 trat Crystal zum ersten Mal in der Show Saturday Night Live auf. Schon bald war er ein fester Bestandteil des Darsteller-Ensembles, zu dem damals Größen wie Jim Belushi, Dana Carvey, Eddie Murphy und Martin Short gehörten.
Als Filmschauspieler verzeichnete Billy Crystal in den späten 1980er- und den 1990er-Jahren seine größten Erfolge. Zu seinen wichtigsten Filmen als Schauspieler zählen Harry und Sally (1989), City Slickers (1991) und Reine Nervensache (1999). 1992 wurde sein Regiedebüt Der letzte Komödiant für den Oscar nominiert.
Sein trockener Humor und seine witzigen Sprüche machen ihn zu einem der beliebtesten Entertainer der USA. Im Jahr 2007 wurde Crystal mit dem Mark-Twain-Preis für amerikanischen Humor ausgezeichnet. Von 1986 bis 2010 moderierte er gemeinsam mit Robin Williams und Whoopi Goldberg die jährliche Benefiz-Show Comic Relief. 1990 war Crystal erstmals Gastgeber der Oscar-Verleihung. Eigenen Angaben zufolge erfüllte er sich damit einen Jugendtraum. Er moderierte die Gala außerdem in den Jahren 1991, 1992, 1993, 1997, 1998, 2000, 2004 und – nach der Absage von Eddie Murphy – auch 2012.
Seit dem Film Diese zwei sind nicht zu fassen (1986) ist Joachim Tennstedt Crystals deutscher Stammsprecher.

## Privatleben
Seit 1970 ist er mit Janice L. Goldfinger verheiratet, mit der er zwei Kinder hat. Sie haben vier Enkelkinder. Seine im Jahr 1973 geborene Tochter Jennifer Crystal arbeitet als Schauspielerin.
1992 war er der erste Gast von Jay Leno in der Tonight Show with Jay Leno, 2014 nach dem Abtritt Jay Lenos zudem auch der letzte. Crystal ist großer Anhänger der Los Angeles Clippers und verpasst soweit möglich kein Heimspiel des Basketballteams. Im Januar 2025 brannte Billys und Janices Villa, in der sie 47 Jahre wohnten, im verheerenden Palisades Fire nieder.

## Filmografie (Auswahl)
- 1975: Keep on Truckin’ (Fernsehserie)
- 1976: All in the Family (Fernsehserie)
- 1977: Todesflug (SST: Death Flight, Fernsehfilm)
- 1977–1981: Soap – Trautes Heim (Fernsehserie)
- 1978: Ja, lüg’ ich denn? (Rabbit Test)
- 1978: Human Feelings / Miles the Angel (Fernsehfilm)
- 1978: Love Boat (Fernsehserie)
- 1979: The T.V. Show (Fernsehserie)
- 1979: Breaking Up Is Hard to Do (Fernsehfilm)
- 1980: Die Dschungelolympiade (Animalympics), Stimme
- 1980: Enola Gay – Bomber des Todes (Enola Gay: The Men, the Mission, the Atomic Bomb, Fernsehfilm)
- 1981: Fridays (Fernsehserie)
- 1981: The Steve Allen Comedy Hour (Fernsehserie)
- 1981: Meine schwarze Stunde (Darkroom, Fernsehserie)
- 1983: Likely Stories, Vol. 3 (Fernsehserie)
- 1984: This Is Spinal Tap
- 1984–1985: Saturday Night Live (Fernsehserie)
- 1985: Große Märchen mit großen Stars (Shelley Duvall’s Faerie Tale Theatre, Fernsehserie)
- 1985: Simon & Simon (Fernsehserie)
- 1986: Diese zwei sind nicht zu fassen (Running Scared)
- 1987: Die Braut des Prinzen (The Princess Bride)
- 1987: Schmeiß’ die Mama aus dem Zug! (Throw Momma from the Train)
- 1988: Memories of Me
- 1989: Harry und Sally (When Harry Met Sally…)
- 1991: A Comedy Salute to Michael Jordan (TV-Kurzfilm)
- 1991: City Slickers – Die Großstadt-Helden
- 1992: Der letzte Komödiant – Mr. Saturday Night (Mr. Saturday Night)
- 1994: Die goldenen Jungs (City Slickers II: The Legend of Curly’s Gold)
- 1995: Vergiß Paris (Forget Paris)
- 1995: Frasier (Fernsehserie)
- 1996: Hamlet
- 1997: Friends (Fernsehserie)
- 1997: Ein Vater zuviel (Fathers’ Day)
- 1997: Harry außer sich (Deconstructing Harry)
- 1998: My Giant – Zwei auf großem Fuß
- 1999: Reine Nervensache (Analyze This)
- 2000: Die Abenteuer von Rocky & Bullwinkle (The Adventures of Rocky and Bullwinkle)
- 2001: America’s Sweethearts
- 2001: Die Monster AG (Monsters, Inc., Stimme)
- 2002: Reine Nervensache 2 (Analyze That)
- 2002: Liberty’s Kids (Fernsehserie, 6 Folgen, Stimme)
- 2004: Das wandelnde Schloss (Hauru no ugoku shiro, Stimme)
- 2006: Cars (Stimme)
- 2010: Zahnfee auf Bewährung (Tooth Fairy)
- 2010: I’m Still Here
- 2012: Small Apartments
- 2012: Die Bestimmer – Kinder haften für ihre Eltern (Parental Guidance)
- 2013: Die Monster Uni (Monsters University, Stimme von Mike Glotzkowski)
- 2015: The Comedians (Fernsehserie, 15 Folgen)
- 2016: The Comedian – Wer zuletzt lacht (The Comedian)
- 2017: Modern Family (Fernsehserie, Folge 9x08)
- 2018: Robin Williams: Come inside my Mind
- 2019: Standing Up, Falling Down
- 2021: Here Today
- seit 2021: Monster bei der Arbeit (Fernsehserie, Sprechrolle)
- seit 2024: before (Fernsehserie)